# The Stooges (album)
Az 1969-es The Stooges a The Stooges debütáló nagylemeze. A Billboard listáján a 106. helyig jutott. Szerepel az 1001 lemez, amit hallanod kell, mielőtt meghalsz című könyvben.

## Az album dalai
| 1. | 1969                | Dave Alexander/Ron Asheton/Scott Asheton/Iggy Pop | 4:05  |
| 2. | I Wanna Be Your Dog | Alexander/Asheton/Asheton/Pop                     | 3:09  |
| 3. | We Will Fall        | Alexander/Asheton/Asheton/Pop                     | 10:18 |

| 1. | No Fun         | Alexander/Asheton/Asheton/Pop | 5:15 |
| 2. | Real Cool Time | Alexander/Asheton/Asheton/Pop | 2:32 |
| 3. | Ann            | Alexander/Asheton/Asheton/Pop | 2:59 |
| 4. | Not Right      | Alexander/Asheton/Asheton/Pop | 2:51 |
| 5. | Little Doll    | Alexander/Asheton/Asheton/Pop | 3:20 |

## Közreműködők
- Iggy Pop – ének (a borítón Iggy Stooge néven szerepel)
- Dave Alexander – basszusgitár
- Ron Asheton – gitár, vokál
- Scott Asheton – dob
- John Cale – zongora, csengő az I Wanna Be Your Dog-on, brácsa a We Will Fall-on